# ウィリアム・メレディス

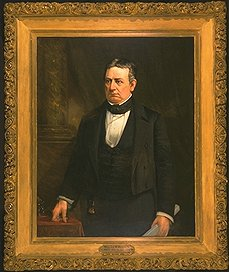
ウィリアム・メレディスの肖像画

ウィリアム・モリス・メレディス（William Morris Meredith, 1799年6月8日 - 1873年8月17日）は、アメリカ合衆国の弁護士、政治家。ザカリー・テイラー大統領の下で第19代アメリカ合衆国財務長官を務めた。

## 生涯

### 青年期
1799年、メレディスはペンシルベニア州フィラデルフィアで誕生した。メレディスは1812年にペンシルベニア大学を卒業し、1817年に弁護士の認可を受け、弁護士業を開業した。
メレディスは1824年から1828年までペンシルベニア州議会議員を務め、1834年から1849年までフィラデルフィア市議会の議長を務めた。その間の1837年にはペンシルベニア州の憲法制定会議の一員も務めた。またメレディスは1841年にペンシルベニア東地区の連邦検事を務めた。
そして1848年、メレディスはペンシルベニア州からアメリカ合衆国上院議員に立候補したが、当選はならなかった。

### 財務長官時代
1848年、その年の大統領選挙ではザカリー・テイラーが勝利を収めた。テイラーは政権基盤の安定のためにペンシルベニア州出身のホイッグ党員を閣僚に配置したいと考え、同年の上院議員選挙に立候補していたメレディスに白羽の矢が立てられた。テイラーがメレディスに財務長官への就任を要請すると、メレディスはこれを受諾した。そしてメレディスはテイラーの大統領就任と同時に財務長官に着任した。
メレディスは財務長官に着任すると間もなく、前任の財務長官ロバート・ウォーカーが可決した自由貿易法に強く反対し、合衆国内の労働者保護を優先すべきであると主張した。メレディスの財務長官としての主要な業績は1849年の年次報告であり、この報告においてメレディスは保護関税に関する議論を精巧に解説した。
またこの当時、米墨戦争やカリフォルニア編入により連邦政府の負債の一途を辿っていた。メレディスは輸入税を引き上げることで歳入を増加させることを提起し議論を展開したが、実際に輸入税が引き上げられるといった対応は行われなかった。またメレディスは、蒸気機関の導入などにより沿岸調査の機動力が大幅に向上しているにもかかわらず、その調査規定が1806年以来改定されていなことを受け、規約改定の指揮に当たった。
そして1850年7月、テイラー大統領が病死すると、メレディスは財務長官を辞任した。

### 晩年
財務長官退任後、メレディスはフィラデルフィアに戻り、弁護士業を再開した。またメレディスは1861年から1867年までペンシルベニア州検事総長を務め、南部の合衆国離脱の防止に当たった。1870年、メレディスはユリシーズ・グラント大統領の要請によりアラバマ要求の解決を図るための交渉委員会の一員となり、その解決に当たった。
1873年、メレディスは死去した。メレディスの遺体はフィラデルフィアのキリスト教会墓地に埋葬された。